# Nösunds kapell
Nösunds kapell är en kyrkobyggnad nordost om Nösund i Orust kommun. Den tillhör Tegneby församling i Göteborgs stift.

## Kyrkobyggnaden
Kapellet uppfördes 1912 på en timmerstomme efter ritningar av byggmästare August Johansson. Det ingick i en serie om tre snarlika träkapell som denne byggde. De andra är Hamburgsunds kapell (uppfört 1914–1915) och Bovallstrands kyrka (uppfört 1916–1917). 
Byggnaden utgörs av ett långhus i öster med rakavslutat kor och ett torn i väster. Fasaden består av vitmålad liggande träpanel och har spetsigt avslutade, spröjsade fönster målade i grönt. Långhusets sadeltak är belagt med brunsvarta betongpannor. Tornet är av trä klätt med vit plastpanel som även går ut på västra långhusgaveln. Tornsidorna avslutas med spetsgavlar. Spiran är fyrsidigt rakt avsmalnande, kopparklädd och krönt av ett kors som påminner om en fartygsratt. Ingången är genom tornet i väster.
Trots panelbyten och andra renoveringar har byggnaden bibehållit sin helhetskaraktär. Kapellet är numera bara öppet sommartid och är populärt för bröllop.

## Inventarier
- Predikstol och altartavla hämtades ursprungligen från moderkyrkan Tegneby, men dessa återfördes 1938 och i stället tillverkades en ny predikstol med den gamla som förebild.
- En dopfunt i samma stil tillverkades också.
- Som altartavla fick man överta Tegnebys nyare altartavla.